# Thorold Gosset
John Herbert de Paz Thorold Gosset (* 16. Oktober 1869 in Thames Ditton, Surrey, England; † 1962) war ein britischer Amateur-Mathematiker und Jurist, der sich mit Polytopen befasste. Hauptberuflich war er Anwalt.

## Leben und Wirken
Gosset studierte überwiegend klassische Sprachen und war ab 1888 am Pembroke College der Universität Cambridge und danach Jura. 1895 erhielt er seine Zulassung als Anwalt (called to the bar) und erhielt 1896 einen Abschluss in Jura. Während einer Zeit, als er keine Klienten hatte (so H. S. M. Coxeter), befasste er sich mit regulären Polyedern in beliebigen Dimensionen (wobei seine Entdeckungen schon vorher von anderen gemacht wurden) und danach mit semiregulären Polyedern. Er klassifizierte semireguläre Polyeder in vier und mehr Dimensionen und schrieb darüber einen Essay, den er an den Herausgeber des Messenger of Mathematics James W. Glaisher zusandte. Dieser zeigte ihn Alfred North Whitehead und William Burnside, veröffentlicht wurde aber nur eine Zusammenfassung 1897. Burnside gab zu nur die Hälfte gelesen zu haben und erkannte nicht die volle Bedeutung von Gosset´s Essay (Coxeter).
Seine Ergebnisse wurden durch Emanuel Lodewijk Elte (1912) in den Niederlanden und durch Coxeter wiederentdeckt. Coxeter benannte drei semireguläre Polytope in 6 ({\displaystyle 2_{21}}), 7 ({\displaystyle 2_{21}}) und 8 Dimensionen ({\displaystyle 4_{21}}) nach Gosset (ihre Ecken hängen mit den Wurzeln der exzeptionellen Liegruppen E6, E7, E8 zusammen). Auch der Gosset-Graph (der mit {\displaystyle 3_{21}} zusammenhängt), ist nach ihm benannt. Er befasste sich auch mit der höherdimensionalen Verallgemeinerung des Satzes von Descartes.
Gosset verfolgte weiter seine Anwaltskarriere und schrieb unter anderem ein Buch über Immobilienrecht.

## Schriften
- On regular and semi-regular figures in space of n dimensions. In: Messenger of Mathematics/N.S., Bd. 29 (1900), S. 43–48.
- mit William Howland Jackson: Investigation of title. Being a practical treatise and alphabetical digest of the law connected with the title to land, with precedents of requisitions. 6. Aufl. Stevens Books, London 1950 (EA London 1898).